# Guzmania cuzcoensis
Guzmania cuzcoensis är en gräsväxtart som beskrevs av Lyman Bradford Smith. Guzmania cuzcoensis ingår i släktet Guzmania och familjen Bromeliaceae. Inga underarter finns listade i Catalogue of Life.